# Redução de tributos
Uma redução de tributos normalmente representa uma redução no montante de dinheiro retirado dos contribuintes para ser destinado à receita do governo. Isso diminui a receita do governo e aumenta a renda disponível dos contribuintes. Os cortes nas alíquotas de tributos geralmente se referem a reduções na porcentagem do imposto pago sobre a renda, bens e serviços. Como deixam os consumidores com mais renda disponível, os cortes de impostos são um exemplo de política fiscal expansionista. Os cortes de tributos também incluem a redução de tributos de outras formas, como crédito fiscal, deduções e brechas.
No entanto, às vezes um corte de tributos pode aumentar a receita fiscal, como explica o economista Thomas Sowell:
"O que de fato se seguiu aos cortes nas alíquotas de impostos na década de 1920 foi o aumento da produção, o aumento do emprego para produzir essa produção, o aumento da renda como resultado e o aumento da receita tributária para o governo por causa do aumento da renda, embora as alíquotas de impostos tenham sido reduzidas".
Segundo vários economistas, o modo como um corte de tributos afeta a economia depende de qual tributo é cortado. As políticas que aumentam a renda disponível das famílias de renda baixa e média têm maior probabilidade de aumentar o consumo geral e, "portanto, estimular a economia". Os cortes de impostos isolados impulsionam a economia porque aumentam os empréstimos do governo. No entanto, eles geralmente são acompanhados por cortes de gastos ou mudanças na política monetária que podem compensar seus efeitos estimulantes.

## Tipos
As reduções de tributos são normalmente cortes na alíquota tributária. Entretanto, outras alterações tributárias que reduzem o valor do tributo podem ser vistas como reduções tributárias. Isso inclui deduções, créditos, isenções e ajustes. Além disso, o ajuste das faixas de impostos pode reduzir indiretamente o valor da renda que está sujeita a alíquotas mais altas.
| Termo               | Definição                                                                       | Exemplo |
| ------------------- | ------------------------------------------------------------------------------- | --- |
| Redução da alíquota | Uma redução na fração do item tributado que é retirada.                         | Um corte na alíquota do imposto de renda reduz a porcentagem da renda que é paga em impostos. |
| Dedução             | Uma redução no valor do item tributado que está sujeito ao imposto.             | Uma dedução de imposto de renda reduz esse valor de renda tributável. |
| Crédito             | Uma redução no valor do imposto pago. Os créditos geralmente são valores fixos. | Um crédito fiscal para ensino reduz o valor do imposto pago pelo valor do crédito. Os créditos podem ser reembolsáveis, ou seja, o crédito é concedido ao contribuinte mesmo quando nenhum imposto real é pago (como quando as deduções excedem a renda). |
| Isenção             | A exclusão de um item específico da tributação.                                 | Os alimentos podem ser isentos de um imposto sobre vendas. |
| Ajuste              | Uma alteração no valor de um item que é tributado com base em um fator externo. | Um ajuste de inflação reduz o valor do imposto pago pela taxa de inflação. |

## Efeitos
Como um corte de tributos representa uma redução no valor do tributo que o contribuinte é obrigado a pagar, ele resulta em um aumento na renda disponível. Essa renda maior pode então ser usada para comprar bens e serviços adicionais que, de outra forma, não seriam possíveis.
Com mais dinheiro para gastar, é de se esperar que os gastos do consumidor aumentem. O gasto do consumidor é um grande componente da demanda agregada. Esse aumento na demanda agregada pode levar a um aumento no crescimento econômico, se os outros fatores se mantiverem iguais. Assim, os cortes no imposto de renda aumentam as recompensas após os impostos do trabalho, da poupança e do investimento, aumentando o esforço de trabalho e contribuindo para o crescimento econômico.
Se os cortes nos tributos não forem financiados por cortes imediatos nos gastos, há uma chance de que eles levem a um aumento no déficit nacional, o que pode prejudicar o crescimento econômico no longo prazo devido ao aumento das taxas de juros que impedem o investimento. Isso também diminui a poupança nacional e, portanto, diminui o estoque de capital nacional e a renda para as gerações futuras. Por esse motivo, a estrutura do corte de tributos e a forma como ele é financiado são cruciais para alcançar o crescimento econômico.

### Redução de tributos do lado da oferta
Os cortes de impostos do lado da oferta são projetados para estimular a formação de capital, reduzindo o nível de preços de um bem e, portanto, aumentando a demanda por esse bem. Como resultado, a oferta agregada e a demanda agregada serão deslocadas.

### Redução do imposto de renda corporativo
As reduções do imposto de renda corporativo geram efeitos sustentados sobre os gastos com pesquisa e desenvolvimento (P&D), produtividade e produção, aumentando, portanto, o PIB. Para avaliar o impacto da política fiscal indicada, é fundamental estudar os gastos com P&D e a adoção tecnológica.

### Redução do imposto de renda de pessoa física
As reduções do imposto de renda de pessoa física levam apenas a um aumento momentâneo do PIB e da produtividade, não tendo nenhum efeito de longo prazo sobre o PIB, pois desencadeiam uma resposta extensa, mas de curta duração, de gastos de capital, produtividade e produção. A chave para avaliar o efeito do corte do imposto de renda de pessoa física é a variável de utilização da mão de obra.

### Imposto sobre o valor agregado
O imposto sobre o valor agregado (IVA) é um imposto geral sobre o consumo, de base ampla, que incide sobre o valor agregado de bens e serviços, cobrado de forma fracionada.
A redução do IVA pode ter repercussões significativas na economia de um país. Embora possa estimular os gastos do consumidor a curto prazo e incentivar o investimento empresarial, há compensações. Taxas de IVA mais baixas reduzem a receita imediata do governo, o que pode afetar os serviços públicos e a infraestrutura. Entretanto, se bem administrados, esses cortes podem contribuir para o crescimento econômico de longo prazo e para a estabilidade fiscal. Os formuladores de políticas devem equilibrar cuidadosamente os benefícios da redução do IVA com a necessidade de uma arrecadação de receita sustentável.
Um exemplo notável de um corte focado no IVA ocorreu no Reino Unido durante a pandemia. A alíquota padrão do IVA caiu de 20% para 5%, aplicando-se especificamente ao setor de hospitalidade. Essa redução teve como objetivo apoiar as empresas em dificuldades e aumentar os gastos dos consumidores. Entretanto, é essencial reconhecer que a principal desvantagem de uma redução do IVA está no fato de que os fornecedores não são obrigados a repassar essa economia diretamente aos consumidores. Portanto, embora uma redução do IVA possa criar um pequeno buraco na receita geral do IVA, seu impacto sobre os preços permanece incerto. As regulamentações da União Europeia também permitem taxas reduzidas de IVA, mas vários países mantiveram os níveis de IVA acima dos limites mínimos.

## Estudo sobre custos e benefícios
O documento de trabalho de 2017 para o FMI listou três fatores principais relacionados aos efeitos dos cortes de impostos:
1. As reduções de tributos podem impulsionar a economia no curto prazo; no entanto, esses efeitos nunca são fortes o suficiente para evitar a perda de receita.
Em primeiro lugar, qualquer corte de impostos reduzirá significativamente a receita tributária. O aumento da receita tributária decorrente do crescimento econômico nunca compensará totalmente esse fato. Assim, a lacuna precisa ser compensada e financiada por um aumento da dívida pública, aumento de outros impostos ou corte de gastos. Normalmente, os cortes no imposto de renda são compensados por um aumento nos impostos sobre o consumo, mas há várias maneiras de um governo compensar os cortes de impostos:
a) Por meio de cortes nos gastos
O patrimônio líquido final e a mudança na demanda agregada serão iguais a zero, pois alguns indivíduos se beneficiarão dos cortes de impostos, enquanto outros terão de reduzir seus gastos, pois o governo diminui os pagamentos de assistência social. No final das contas, não há mudança no bem-estar geral que circula na economia.
b) Por meio de empréstimos do governo
O governo pode compensar a perda de receita tomando dinheiro emprestado e emitindo títulos. O resultado geral desse tipo de compensação pode variar de acordo com a situação da economia. Em uma recessão, o empréstimo provavelmente resultaria em maior demanda agregada. No boom, o empréstimo pode resultar em crowding out - uma situação em que o setor privado tem menos recursos financeiros para seus investimentos ao comprar os títulos.
c) Reduzindo tributos no boom
Os cortes de tributos do chanceler Nigel Lawson em 1988 ocorreram durante um período de crescimento econômico. Esses impostos levaram a um aumento adicional no crescimento econômico, mas também levaram a um aumento da inflação, causando um ciclo de alta e baixa.
d) Pelo aumento da produtividade
Se os cortes de tributos levarem a uma economia mais produtiva, a receita tributária poderá, contraintuitivamente, se estabilizar após os cortes de tributos, já que a economia cresce de maneira estável por alguns anos.
2. Os cortes de tributos podem ajudar os grupos de baixa renda, mesmo que eles não recebam as reduções de tributos diretamente.
Quando a classe média ou alta recebe cortes de tributos, ela geralmente gasta mais dinheiro em serviços prestados por pessoas de baixa renda. Em média, as pessoas mais ricas tendem a gastar proporcionalmente mais de sua renda em serviços. Com as reduções de tributos, os gastos das pessoas mais ricas aumentam junto com a demanda por serviços.
3. Há uma compensação entre crescimento e desigualdade de renda, dependendo das classes que recebem as reduções de tributos.
Embora as reduções nos tributos da classe alta possam aumentar a demanda por serviços da classe baixa, a desigualdade de renda e a polarização tendem a aumentar. Os créditos de imposto de renda para a classe baixa não têm um impacto tão grande sobre a diferença de renda quanto as reduções de tributos para a classe alta. Por outro lado, visar a classe média com reduções de tributos reduz a desigualdade de renda e a polarização, mas pode proporcionar dividendos menores do crescimento.

## Países

### Estados Unidos
Exemplos notáveis de cortes de impostos nos Estados Unidos incluem:
- A Lei de Cortes de Impostos e Empregos de 2017 reduziu a alíquota do imposto corporativo para 20%, além de reduzir as alíquotas do imposto de renda, entre outras alterações.
- A Lei de Recuperação e Reinvestimento Americano de 2008 incluiu um crédito fiscal de US$ 400, alíquotas mais baixas de imposto sobre a folha de pagamento e créditos mais altos de imposto de renda.[14]
- A Lei de Reconciliação do Crescimento Econômico e Alívio Tributário de 2001 reduziu os impostos sobre empresas e investimentos.[15]

A política tributária varia de presidente para presidente, que frequentemente propõe mudanças tributárias, mas o Congresso aprova legislação que pode ou não refletir essas propostas.

#### John F. Kennedy
O plano de John F. Kennedy era reduzir a alíquota máxima de 91% para 65%, no entanto, ele foi assassinado antes de implementar a mudança.

#### Lyndon B. Johnson
Lyndon B. Johnson apoiou as ideias de Kennedy e reduziu a alíquota máxima do imposto de renda de 91% para 70%. Ele reduziu a alíquota do imposto corporativo de 52% para 48%. A receita tributária federal aumentou de US$ 94 bilhões em 1961 para US$ 153 bilhões em 1968.

#### Ronald Reagan
As políticas de Ronald Reagan incluíram reformas tributárias. Seu governo implementou duas leis tributárias importantes. Primeiro, o Economic Recovery Tax Act (ERTA) de 1981 foi implementado para estimular o crescimento econômico, incentivar o investimento e reduzir a carga tributária sobre pessoas físicas e jurídicas. As principais disposições incluíam a redução da alíquota mais alta do imposto de renda pessoal de 70% para 50% e a redução da alíquota do imposto sobre ganhos de capital de 28% para 20%. O ERTA reduziu a receita federal inicialmente. Depois do ERTA, veio a Tax Reform Act of 1986 (TRA). A TRA baseou-se na ERTA, reformulando ainda mais o código tributário com cortes de impostos. A alíquota mais alta do imposto de renda de pessoa física foi reduzida inicialmente para 38,5% e, por fim, para 28%. A alíquota do imposto de renda de pessoa jurídica também foi reduzida, beneficiando as empresas. Em 1988, Reagan reduziu a alíquota do imposto corporativo de 48% para 34%. O TRA simplificou a estrutura tributária reduzindo o número de faixas. Embora o TRA visasse à eficiência e à justiça, ele não compensou totalmente as perdas de receita dos cortes de impostos anteriores.
A década de 1980 testemunhou a expansão econômica, muitas vezes chamada de "boom Reagan". Em 1983, 1984 e 1985, o PIB cresceu 4,6, 7,2 e 4,2%, respectivamente.
Embora as reduções de tributos tenham contribuído para esse crescimento, outros fatores, como as ações do Federal Reserve, o aumento dos gastos federais e o investimento empresarial, também desempenharam seu papel. As reduções de tributos pioraram os déficits orçamentários no curto prazo, mas a expansão econômica acabou levando a déficits menores. Depois de atingir o pico em 1986, o déficit federal diminuiu gradualmente até 1989.

#### George W. Bush
Os cortes de impostos de George W. Bush foram implementados para interromper a recessão de 2001. Eles reduziram a alíquota máxima do imposto de renda de 39,6% para 35%, a alíquota do imposto sobre ganhos de capital de longo prazo de 20% para 15% e a alíquota máxima do imposto sobre dividendos de 38,6% para 15%.
Embora essas reduções de tributos tenham impulsionado a economia, elas aumentaram a dívida dos Estados Unidos em US$ 1,35 trilhão em um período de 10 anos. Esses cortes de tributos visaram principalmente as pessoas físicas de alta renda.

#### Barack Obama
Barack Obama promoveu várias reduções de tributos para derrotar a Grande Recessão.
A American Recovery and Reinvestment Act of 2009, no valor de US$ 787 bilhões, prometia US$ 288 bilhões em cortes e incentivos fiscais. Seus aspectos tributários incluíam um corte de 2% no imposto sobre a folha de pagamento, créditos fiscais para a saúde, uma redução de US$ 400 no imposto de renda para pessoas físicas e melhorias nos créditos fiscais para crianças e nos créditos fiscais para rendimentos auferidos.
Para evitar o abismo fiscal em 2013, Obama estendeu os cortes de tributos para rendas abaixo de US$ 400.000 para pessoas físicas e US$ 450.000 para casais. As rendas que excederam o limite foram tributadas à alíquota de 39,6% (a alíquota da era Clinton), seguindo o American Taxpayer Relief Act of 2012.

#### Donald Trump
Donald Trump assinou o Tax Cuts and Jobs Act em 2017, que reduziu a alíquota de imposto corporativo de 35% para 20%.
Outras mudanças incluíram cortes nas alíquotas do imposto de renda, duplicação da dedução padrão, limitação da dedução de impostos estaduais e locais e eliminação de isenções pessoais.
A taxa de crescimento do PIB aumentou 0,7% em 2018, porém, em 2019, ficou abaixo de 2017. Em 2020, o PIB sofreu uma queda acentuada, provavelmente devido à pandemia da COVID-19.

#### Joe Biden
Joe Biden propôs várias políticas tributárias durante seu mandato. Seu orçamento para 2025 inclui incentivos fiscais para milhões de famílias, trabalhadores de baixa renda e idosos. Uma proposta importante é o renascimento do Child Tax Credit (CTC) expandido, que ajudou a tirar milhões de crianças da pobreza durante a pandemia. De acordo com o plano de Biden, o CTC ampliado forneceria US$ 3.000 por criança com seis anos ou mais e US$ 3.600 para cada criança com menos de seis anos. Além disso, Biden apoia a continuação das reduções de tributos para famílias que ganham menos de US$ 400.000, mas se opõe à extensão das reduções de tributos para quem ganha mais. Seu objetivo é pagar por essas isenções fiscais aumentando os impostos sobre as empresas e os ricos.

### Reino Unido

#### Margaret Thatcher
As políticas de Margaret Thatcher incluíram vários cortes de tributos. O governo de Thatcher reduziu significativamente as alíquotas do imposto de renda. A alíquota máxima foi reduzida de 83% em 1979 para 40% em 1988. A alíquota básica também diminuiu de 33% para 25% durante o mesmo período. Essas reduções visavam incentivar o trabalho, o empreendedorismo e o investimento, estimulando, em última análise, o crescimento econômico. Para compensar a perda de receita dos cortes no imposto de renda, o governo de Thatcher aumentou a alíquota do IVA de 8% para 15%. O aumento do IVA tornou-se uma fonte crucial de receita do governo. A compensação entre a redução do imposto de renda e o aumento do IVA gerou debates. A estratégia de Thatcher também incluiu reduções de tributações para as empresas. Em 1986, a alíquota havia caído para 35%, em comparação com a carga de 52% sobre as empresas no final da década de 1970. Esses cortes tinham como objetivo aumentar a competitividade do Reino Unido, atrair investimentos e promover o crescimento das empresas.
Embora as reduções de tributações tenham estimulado a atividade econômica, os críticos argumentaram que eles beneficiaram desproporcionalmente os ricos. As taxas de pobreza aumentaram durante o mandato de Thatcher, sendo que a pobreza infantil mais do que dobrou.

### Alemanha

#### Gerhard Schröder
Durante seu mandato como chanceler da Alemanha, de 1998 a 2005, Gerhard Schröder implementou políticas significativas de redução de tributos com o objetivo de estimular o crescimento econômico e melhorar a competitividade do país. Uma medida notável foi a aceleração das reduções de imposto de renda em 2004, que diminuiu os níveis de imposto de renda em 10%. Essa redução deixou aproximadamente €18 bilhões nos cofres federais, estaduais e municipais. Schröder planejou pagar por esses cortes de tributações por meio de uma combinação de medidas: redução de subsídios, receitas de privatização e aumento da dívida do Estado. Seu objetivo era dar um sinal de revitalização econômica e aumentar a confiança do consumidor. No entanto, Schröder enfrentou críticas e pressões para denunciar seus laços comerciais e políticos com a Rússia, principalmente à luz da guerra de Moscou na Ucrânia. Apesar das controvérsias, as políticas fiscais de Schröder deixaram um impacto duradouro no cenário fiscal da Alemanha.

### Argentina

#### Javier Milei
As políticas de redução de tributos de Javier Milei tinham como objetivo transformar o cenário financeiro do país. Milei propôs uma reforma tributária conhecida como Lei Ómnibus. Um de seus princípios centrais era a eliminação da alíquota marginal máxima de impostos. Com o tempo, isso reduziria gradualmente a carga tributária para pessoas físicas de alto patrimônio líquido, de 1,75% para 0,5% até 2027.

## Efeito multiplicador
Artigo principal: Efeito multiplicador
Com cortes nas alíquotas de impostos, as famílias têm maior renda disponível. Parte dessa renda disponível é gasta ou investida, estimulando a economia. Esse fenômeno é conhecido como efeito multiplicador. O efeito representa a relação entre o dinheiro gasto na atividade econômica e a redução quantitativa de dinheiro nos impostos ou um aumento nos gastos do governo. O Fiscal Multiplier and Economic Policy Analysis in the United States (Multiplicador fiscal e análise de política econômica nos Estados Unidos), um estudo de 2015 realizado por J. Whalen e F. Reichling, concentrou-se nos efeitos de curto prazo dos cortes de impostos e no potencial da economia. Os resultados mostraram que os cortes de impostos ou aumentos de gastos dependem da situação econômica. Se a economia estiver próxima de seu potencial e as Reservas Federais não forem afetadas pelas taxas de juros zero, os cortes de impostos terão pequenos efeitos econômicos de curto prazo, principalmente porque o estímulo fiscal foi superado pelo aumento das taxas de juros. Por outro lado, se a economia tiver um desempenho mais distante do potencial econômico e estiver limitada por taxas de juros zero, o efeito dos estímulos fiscais será muito maior. O Congressional Budget Office estimou que o potencial do efeito multiplicador de uma economia fraca é três vezes maior do que o de uma economia forte. O estudo mostrou principalmente a incerteza sobre as políticas fiscais. O estudo mostrou as grandes diferenças entre as estimativas baixas e altas do efeito multiplicador dos cortes de impostos. Por outro lado, o estudo indicou que os gastos do governo são uma forma mais confiável de política fiscal do que os cortes de impostos.

## Cortes de impostos e produtividade
A relação entre a alíquota de impostos e a receita do governo é geralmente representada pela curva de Laffer. A experiência demonstrou que, com um aumento contínuo da alíquota de imposto, em um determinado momento, as receitas fiscais começam a diminuir. Esse fenômeno pode ser explicado por uma diminuição na disposição dos indivíduos de trabalhar à medida que o governo retira seu dinheiro. O ponto de vértice da parábola representa o ponto de maximização da receita para o governo.
A curva de Laffer é frequentemente criticada por sua abstração, pois, na realidade, é muito difícil encontrar o ponto de maximização da receita. Ela depende enormemente da sociedade e de seus gostos, que são em grande parte fluidos, enquanto o modelo simplifica a realidade em receitas fiscais gerais e alíquotas de impostos. Ele também considera a alíquota única de impostos e a oferta única de mão de obra. Além disso, não leva em conta que as receitas tributárias não costumam ser uma função contínua, embora com alíquotas mais altas as pessoas tentem evitar impostos por meio de evasão e sonegação fiscal. Todos esses fatos trazem incerteza para a posição do ponto de maximização da receita. No entanto, a base teórica da curva de Laffer é frequentemente usada como justificativa para aumentos ou reduções de impostos.

## Razões
Os governos podem citar vários motivos para reduzir os impostos.

### Justiça
Para começar, o dinheiro pertence à pessoa que o possui, principalmente se ela o ganhou. Reduzir a quantidade de dinheiro que é tomada pelo governo pode ser visto como um aumento da justiça. No entanto, se as reduções de impostos forem financiadas por cortes nos gastos do governo, pode-se argumentar que isso prejudica desproporcionalmente as pessoas de baixa renda, pois os cortes nos gastos afetarão os serviços usados principalmente por pessoas de baixa renda, que pagam proporcionalmente menos impostos.

### Equidade tributária
Há dois conceitos principais voltados para a equidade na tributação: equidade horizontal e equidade vertical. O primeiro concentra-se na crença de que todos os indivíduos devem ser afetados pela mesma carga tributária. O segundo destaca a importância da carga tributária relativa igual, o chamado princípio da capacidade de pagamento, resultando na crença de que aqueles com renda mais alta devem ser tributados mais pesadamente.

### Eficiência
As reduções de tributos podem servir para aumentar a eficiência no mercado. A redução de tributos pode levar a uma alocação mais eficiente de recursos do que seria o caso com tributos mais altos. Em geral, as entidades privadas são mais eficientes em seus gastos do que os governos. As reduções de tributos permitem que as entidades privadas usem seu dinheiro de maneira mais eficiente.

### Incentivos
Tributos altos geralmente desestimulam o trabalho e o investimento. Quando os tributos reduzem o retorno do trabalho, não é de surpreender que os trabalhadores tenham menos interesse em trabalhar. Os impostos sobre a renda criam uma barreira entre o que o empregado mantém e o que o empregador paga. Impostos mais altos incentivam os empregadores a criar menos empregos do que fariam com tributos mais baixos.

### Carga tributária
A carga tributária refere-se à responsabilidade indireta de pagar tributos, independentemente do contribuinte legal. Nos Estados Unidos, a carga tributária geral em 2020 foi igual a 16% do produto interno bruto total.